# Елена Паришева
Елена Ангелова Паришева, по-известна само като Елена, е българска попфолк певица.

## Биография
Елена Паришева е родена на 2 август 1984 г. в Троян.
През 2010 година излиза и дуетът с Преслава „Пия за тебе“, който по-късно е обявен от издателя им „Пайнер“ за „Дуетна песен на 2010“ в наградите на „Планета ТВ“.

## Дискография
- Студийни албуми[3]
  - „Пристрастена“ (2006)
  - „От упор“ (2008)
- Компилации[3]
  - Best Selection (2008)
  - „Златните хитове на Пайнер 11“ (2013)

## Турнета и самостоятелни концерти
Участва в летните турнета на „Пайнер“:
- Планета Дерби Плюс 2008[4]
- Планета Дерби 2009[5]
- Планета Дерби 2010[6]

## Награди
Годишни музикални награди на ТВ „Планета“
| Година | Получател            | Награда                    | Резултат  |
| ------ | -------------------- | -------------------------- | --------- |
| 2006   | „Тук и сега“         | Дует на годината           | Спечелена |
| 2008   | „Първата-последната“ | Песен на годината          | Спечелена |
| 2009   | „Още“                | Дискотечен хит на годината | Спечелена |
| 2010   | „Пия за тебе“        | Дует на годината           | Спечелена |

Годишни музикални награди на сп. „Нов фолк“
| Година | Получател     | Награда                    | Резултат  |
| ------ | ------------- | -------------------------- | --------- |
| 2008   | „Достатъчно“  | Видеоклип на годината      | Спечелена |
| 2009   | Елена         | Най-прогресиращ изпълнител | Спечелена |
| 2010   | „Пия за тебе“ | Дует на годината           | Спечелена |

Други награди
| Година | Получател     | Церемония                           | Награда                                | Резултат  |
| ------ | ------------- | ----------------------------------- | -------------------------------------- | --------- |
| 2010   | „Пия за тебе“ | Годишни награди на радио „Веселина“ | Най-слушана дуетна песен през годината | Спечелена |